# 福尔默斯海恩
福尔默斯海恩（德語：Vollmershain）是德国图林根州的市镇，隶属于阿尔滕堡地区县。总面积为5.06平方千米，截至2023年12月31日总人口为304人。